# Dadu (Taichung)
Dadu (chinesisch 大肚區 / 大肚区, Pinyin Dàdù Qū, Pe̍h-ōe-jī Tōa-tō͘-khu) ist ein Bezirk (區,  Qū) der Stadt Taichung auf Taiwan, Republik China.

## Beschreibung
Dadu liegt im Südwesten des Stadtgebiets von Taichung. Der Dadu-Fluss (大肚溪,  Dàdù Xi) bildet die Grenze zum südlich benachbarten Landkreis Changhua (mit den drei Gemeinden Shengang, Hemei und Changhua). Die angrenzenden Stadtbezirke sind Longjing im Norden, Nantun im Nordosten und Wuri im Südosten. Geographisch besteht Dadu aus flachen und leicht abfallenden Terrassen, sanft abfallenden Hügeln und Tälern, sowie der Ebene des Dadu-Flusses. Höchste Erhebung ist der 294 m hohe Wanshoushan (萬壽山) in der südöstlichen Ecke und die niedrigste Höhe liegt mit etwa 1 bis 4 m im Flusstal des Dadu-Flusses im westlichen Ortsteil Chenggong.

## Geschichte
Vor der Ankunft chinesischer Siedler war die Gegend von Angehörigen der taiwanisch-indigenen Ethnie der Papora besiedelt.
Der Name Dadu (Minnan Tōa-tō͘, wörtl. „Dickbauch“) ist eine Verballhornung des Papora-Ortsnamens Tatuturo. Im 17. Jahrhundert war Dadu das Zentrum des gleichnamigen indigenen Stammesbundes, den die Niederländer das Königreich Middag nannten.
Erste chinesische Siedler gelangten schon zur Zeit Niederländisch-Formosas in die Gegend. Weitere wanderten während der Zeit der Qing-Herrschaft (1683–1895) über Taiwan kontinuierlich ein (vor allem aus der Gegend des heutigen Zhangzhou in der Provinz Fujian), so dass sie bald die Bevölkerungsmehrheit bildeten.
Die heutige Verwaltungseinheit Dadu wurde 1920, zur Zeit der japanischen Herrschaft über Taiwan gebildet. Nach dem Übergang Taiwans an die Republik China 1945 blieb Dadu als Verwaltungseinheit erhalten und wurde zu einer Landgemeinde (鄉,  Xiāng) im neu geschaffenen Landkreis Taichung. Zum 25. Dezember 2010 wurde der Landkreis aufgelöst und vollständig in die Stadt Taichung eingemeindet. Alle Landkreisgemeinden erhielten den Status von Stadtbezirken (區,  Qū).

## Bevölkerung
Im November 2021 lebten 1.581 Angehörige indigener Völker in Dadu (ca. 2,8 % Bevölkerungsanteil), darunter 523 Amis, 128 Atayal, 467 Paiwan und 338 Bunun.

## Verwaltungsgliederung
| Gliederung von Dadu |
|                     |

Dadu ist in 17 Ortsteile (里, Li) unterteilt:

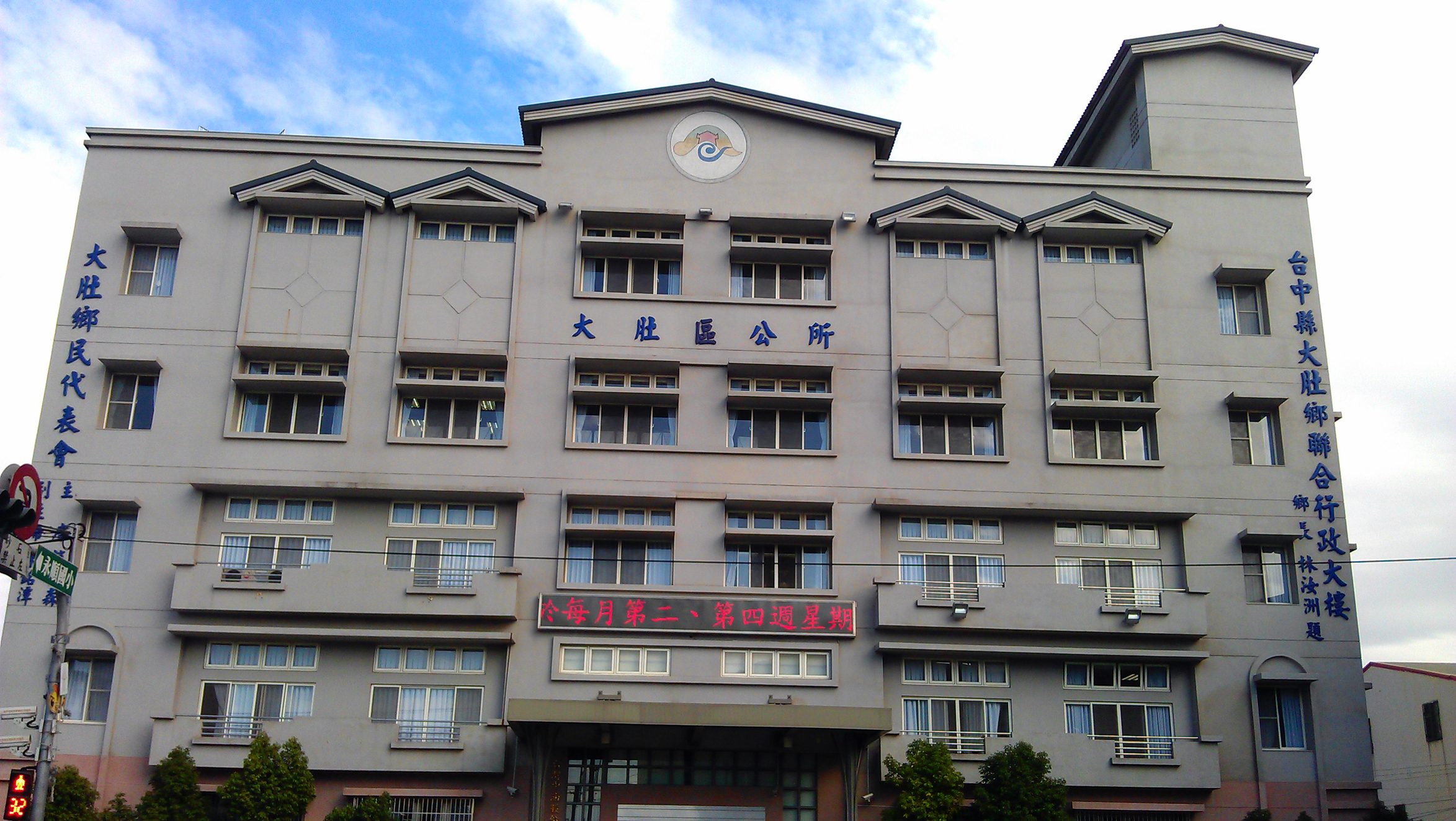
Bezirksverwaltung von Dadu

1 Ziqiang (自強里)

2 Zhebu  (蔗廍里)

3 Ruijing (瑞井里)

4 Shanyang (山陽里)

5 Chenggong (成功里)

6 Yongshun (永順里)

7 Huangxi (磺溪里)

8 Yonghe (永和里)

9 Dadu (大肚里)

10 Dingjie (頂街里)

11 Dadong (大東里)

12 Xinxing (新興里)

13 Shejiao (社腳里)

14 Yingpu (營埔里)

15 Fushan (福山里)

16 Wangtian (王田里)

17 Zhonghe (中和里)

## Wirtschaft
Landwirtschaftliche Produkte sind neben Reis Wassermelonen, Zuckermelonen, Erdnüsse, und Sojabohnen.

## Verkehr
Im nordwestlichen Abschnitt wird der Bezirk von der Nationalstraße 3 (Autobahn) durchquert, die hier den Dadu-Fluss überquert und auf der anderen Flussseite Richtung Osten verläuft. Ganz im Südosten verläuft die Nationalstraße 3 (Autobahn) auf etwa 1,5 km durch das Gebiet des Bezirks und überquert ebenfalls den Fluss. In etwa ein bis zwei Kilometern Abstand zum Fluss und parallel zu diesem verläuft die Provinzstraße 1 von Nordwesten Richtung Südosten. Weitgehend parallel zu dieser führt die Strecke der Küstenlinie (縱貫線) der Taiwanischen Eisenbahn. Im Ortsteil Zonghe stößt diese auf die von Osten kommende Taichung-Linie (臺中線) und die gemeinsame Trasse führt dann auch über den Fluss.

## Besonderheiten
Dadu verfügt über eine Reihe von Fahrradwegen und Grünanlagen für Freizeiterholung.  Die Huangxi-Akademie (磺溪書院, ) im gleichnamigen Ortsteil ist eine Ende des 19. Jahrhunderts im Fujian-Stil erbaute Akademie. Hier wurde Wenchang Dijun, eine mythologische daoistische Gottheit der Literatur und Kultur verehrt. Der Wanxing-Tempel (萬興宮, ) ist ein Mazu-Tempel aus der Zeit Qianlongs (gegründet 1736) im  Ortsteil Dingjie.

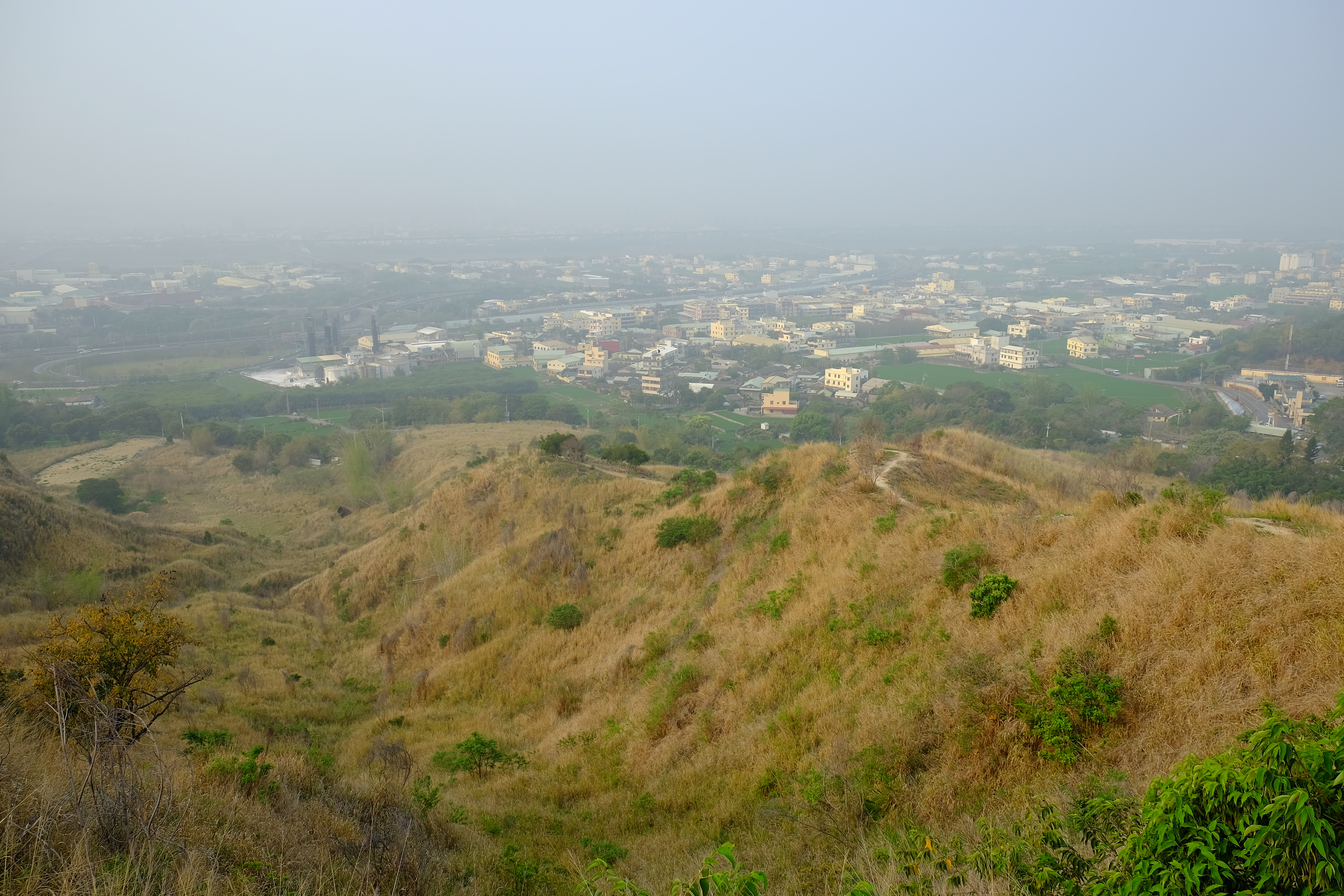
Blick auf den Ortsteil Wangtian
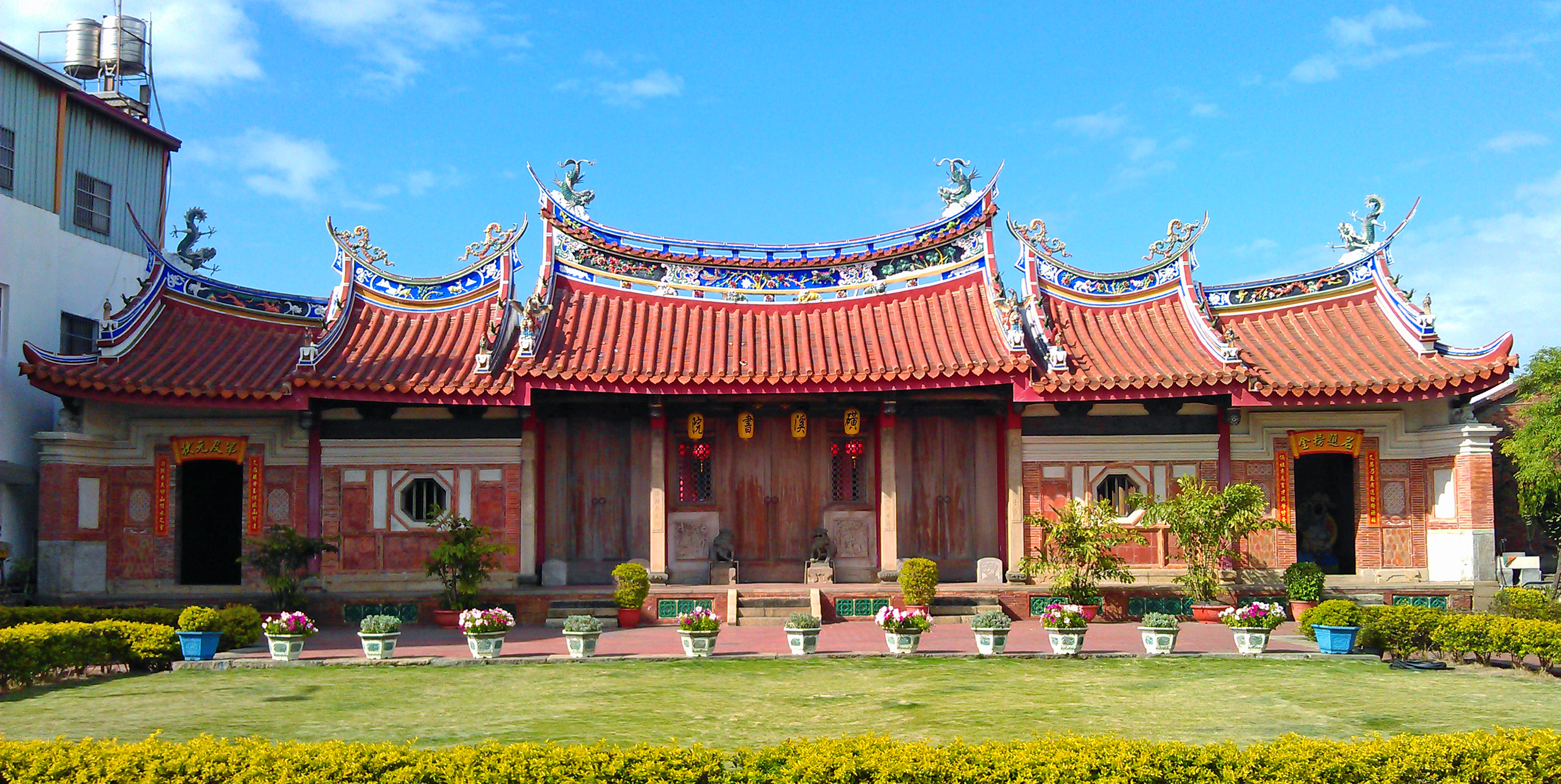
Huangxi-Akademie
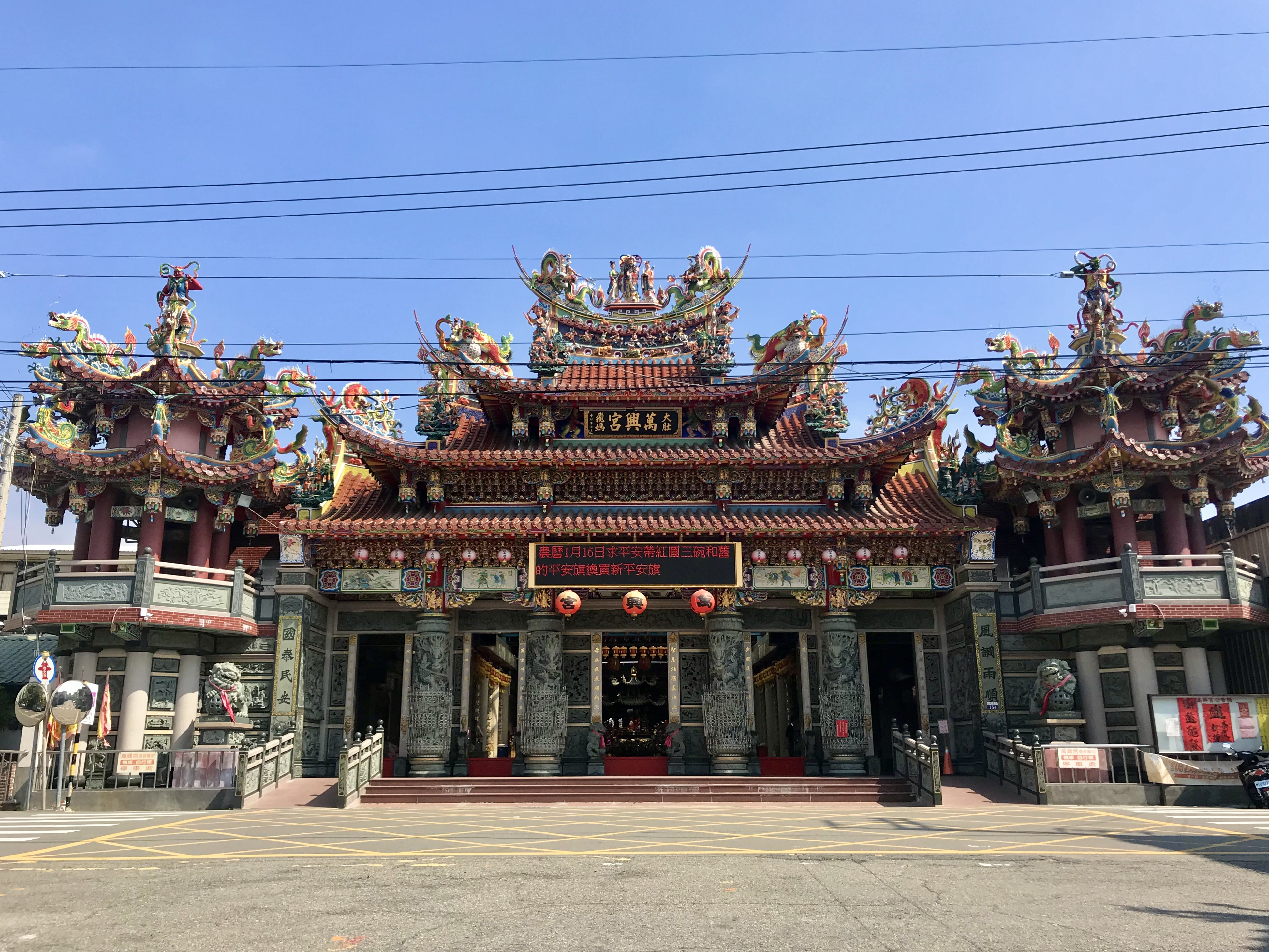
Wanxing-Tempel

## Partnergemeinde
Am 27. Juli 2010 schloss Dadu ein Partnerschaftsabkommen mit der japanischen Stadt Hokuei in der Präfektur Tottori. Bis zum Jahr 2019 erfolgten regelmäßige gegenseitige Besuche.